# NGC 4132
NGC 4132 (również PGC 38593) – galaktyka spiralna (Sa), znajdująca się w gwiazdozbiorze Warkocza Bereniki. Odkrył ją William Herschel 11 kwietnia 1785 roku.